# OK Jazz
OK Jazz (in seguito TPOK Jazz) fu un'importante big band della Repubblica Democratica del Congo che contribuì in maniera sostanziale a definire il popolarissimo genere della rumba africana o soukous.
Il gruppo fu fondato negli anni cinquanta dal clarinettista Jean Serge Essous e dal chitarrista François Luambo Makiadi, più semplicemente chiamato Franco. Pare che il nome originale, "OK Jazz", fosse un riferimento al nome di un locale di Kinshasa, l'"OK bar"; il nome fu poi cambiato in TPOK Jazz, dove "TPOK" era un acronimo per Tout Puissant Orchestre Kinshasa ("l'onnipotente orchestra di Kinshasa").
OK/TPOK Jazz fu una delle due principali band di rumba africana del XX secolo, insieme a Grand Kalle & l'African Jazz. Nelle sue file hanno militato numerosi musicisti poi affermatisi nella scena musicale africana, fra cui Mose Fan Fan, Josky Kiambukuta Londa, Biallu Madilu, Sam Mangwana, Zitani Dalienst Ya Ntesa, Lutumba Massiya Simarro, Mavatiku Visi e  Djo Mpoyi Kanda.